# Iftene Pop
Iftene Pop (n. 15 martie 1937, Dumbrăvița, Maramureș – d. 7 ianuarie 2019, Stockholm) a fost un deputat român în legislatura 1996-2000, ales în județul Cluj pe listele partidului PNȚCD.
A fost membru UTC și ales organizator de grupă. După absolvirea Facultății de Drept din Iași, în 1961 a fost repartizat la Procuratura raionului Teleajen, unde a lucrat doi ani. A fost membru al Partidului Comunist Român din 1963.
Din 1963 a urmat doi ani cursul postuniversitar de relații internaționale, apoi a fost încadrat în Ministerul Afacerilor Externe, la Direcția tratate. 
În 1972 a fost trimis trei ani la specializare la Institutul Universitar de Înalte Studii Internationale din Geneva.
Tatăl sau, Pop Onisim, a fost membru al Partidului Comunist Român.
A murit la 7 ianuarie 2019, la Stockholm.